# Howard City (Michigan)
Howard City é uma vila localizada no estado americano de Michigan, no Condado de Montcalm.

## Demografia
Segundo o censo americano de 2000, a sua população era de 1585 habitantes.
Em 2006, foi estimada uma população de 1611, um aumento de 26 (1.6%).

## Geografia
De acordo com o United States Census Bureau tem uma área de
6,5 km², dos quais 6,5 km² cobertos por terra e 0,0 km² cobertos por água. Howard City localiza-se a aproximadamente 271 m acima do nível do mar.

## Localidades na vizinhança
O diagrama seguinte representa as localidades num raio de 24 km ao redor de Howard City.